# Ljutice, Požega
Ljutice (izvirno srbsko Љутице) je naselje v Srbiji, ki upravno spada pod Občino Požega; slednja pa je del Zlatiborskega upravnega okraja.

## Demografija
V naselju, katerega izvirno (srbsko-cirilično) ime je Љутице, živi 356 polnoletnih prebivalcev, pri čemer je njihova povprečna starost 43,4 let (44,2 pri moških in 42,6 pri ženskah). Naselje ima 133 gospodinjstev, pri čemer je povprečno število članov na gospodinjstvo 3,25.
To naselje je, glede na rezultate popisa iz leta 2002, večinoma srbsko.
|  |

| Demografija | Demografija     | Demografija     |
| Leto        | Št. prebivalcev | Št. prebivalcev |
| ----------- | --------------- | --------------- |
|             |                 |                 |
|             |                 |                 |
|             |                 |                 |
|             |                 |                 |
| 1948        | 603             |                 |
| 1953        | 586             |                 |
| 1961        | 680             |                 |
| 1971        | 625             |                 |
| 1981        | 576             |                 |
| 1991        | 431             | 431             |
| 2002        | 449             | 432             |
|             |                 |                 |

| Etnična sestava po popisu iz leta 2002 | Etnična sestava po popisu iz leta 2002 | Etnična sestava po popisu iz leta 2002 | Etnična sestava po popisu iz leta 2002 | Etnična sestava po popisu iz leta 2002 |
| -------------------------------------- | -------------------------------------- | -------------------------------------- | -------------------------------------- | -------------------------------------- |
| Srbi                                   | Srbi                                   |                                        | 431                                    | 99,76%                                 |
| Madžari                                | Madžari                                |                                        | 1                                      | 0,23%                                  |
| Neznano                                | Neznano                                |                                        | 0                                      | 0,0%                                   |